# Paul Egon Schiffers

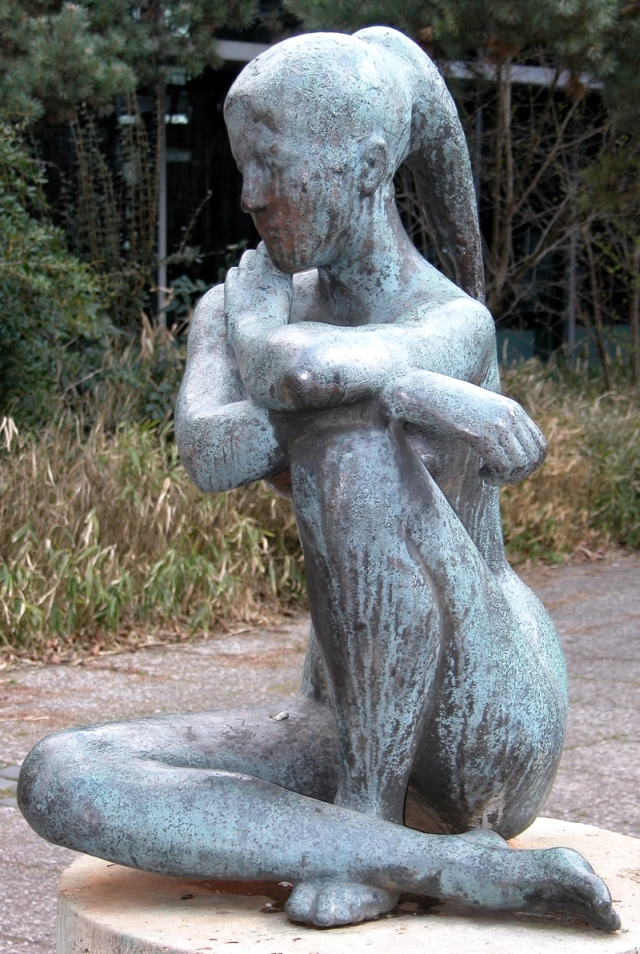
„Kauernde“ in Braunschweig

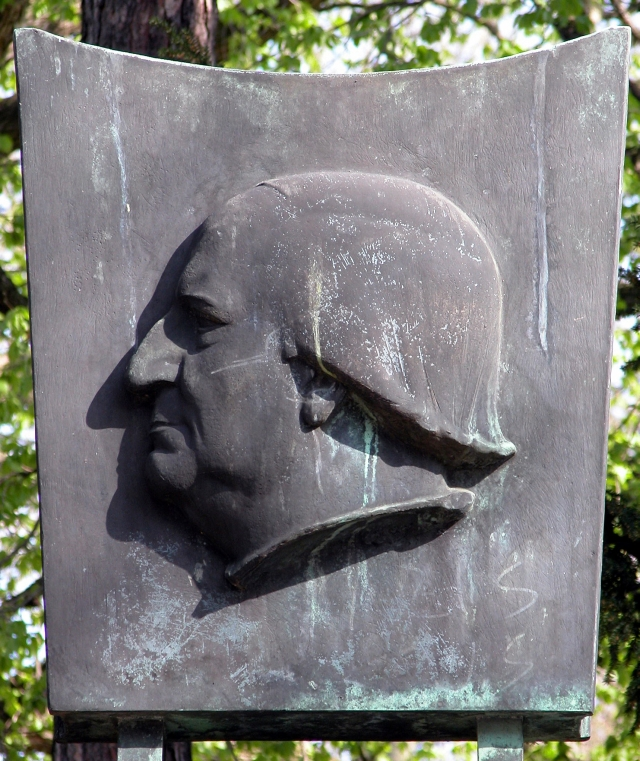
Abt-Denkmal in Braunschweig

Karl Paul Egon Schiffers (* 18. Oktober 1903 in Eilendorf bei Aachen; † 8. Januar 1987 in Braunschweig) war ein deutscher Bildhauer, Medailleur und Zeichner.

## Leben
Paul Egon Schiffers war einer von vier Brüdern, die alle eine künstlerische Laufbahn einschlugen. Oswald Schiffers wurde Grafiker, Arno Schiffers Maler und Anselm Schiffers Komponist und Kirchenmusiker.
Schiffers besuchte 1923 in Aachen die Kunstgewerbeschule und 1924 die Technische Hochschule, wo er bei Bernhard Halbreiter studierte. In den Jahren 1924/25 absolvierte er eine Ausbildung als Steinmetz.
Schiffers verließ Aachen und seinen Professor Halbreiter, weil er die von Halbreiter vertretene Kunstrichtung des Expressionismus ablehnte. Der Expressionismus war damals geradezu inflationär „chic“, wie der Gestaltpsychologe Rudolf Arnheim schrieb. Es war schließlich auch die Zeit, in der die großen Expressionisten einer nach dem anderen diesen Stil aufgaben und sich dem Naturstudium widmeten.
Da Schiffers diesen „verspäteten“ Expressionismus ablehnte, wechselte er an die Städelschule in Frankfurt am Main und wurde Schüler des Bildhauers Richard Scheibe, der zu den Künstlern der „Berliner Bildhauerschule“ zählt. Scheibe lehrte ein gründliches Naturstudium. Er schickte Schiffers nach Paris, Italien und Belgien zur Erweiterung seines Horizontes.
Ab 1929 war Schiffers Lehrer für Aktzeichnen an der Städel-Akademie, später wurde er Leiter der Abteilung Bildhauerei.
In der Zeit des Nationalsozialismus war Schiffers Mitglied der Reichskammer der bildenden Künste. Für diese Zeit ist seine Teilnahme an 10 großen Ausstellungen sicher belegt, darunter 1939, 1940 und 1944 die Große Deutsche Kunstausstellung in München, wobei er insgesamt sieben Werke ausstellte.
Ab 1938 war Schiffers freischaffend tätig. 1940 erhielt er einen Ruf an die Dresdner Kunstakademie, dem er jedoch nicht folgen konnte, weil der sächsische Gauleiter Martin Mutschmann die Berufung mit der Begründung, Schiffers sei nicht Mitglied der NSDAP, rückgängig machte.
1942 wurde Schiffers der Villa-Romana-Preis verliehen, 1943 kam er an die Werkkunstschule nach Braunschweig, der späteren Hochschule für bildende Künste (HbK). Hier entstand eine enge Freundschaft zu Bruno Müller-Linow.
Politisch betätigte Schiffers sich nie. Die Machtübernahme durch die Nationalsozialisten betrachtete er in erster Linie aus künstlerischer Perspektive, und aus dieser sah er den Niedergang voraus. In einem Brief an Gerta, seine spätere Frau, schrieb er am 22. April 1933:

„Man hat unsere Darmstädter Ausstellung zunächst untersagt. Ob uns wirklich alles verbaut werden soll? Die klassische Zeit der Kunst ist mal wieder vorbei. Diese Tatsache wird wohl erst erkannt werden in der Öffentlichkeit, wenn die Werke schlechter, kleinlicher, nützlicher, tendenziöser geworden sind. Geistig ist der Höhepunkt überschritten. Es bleiben den Trägern des Geistes zwei Wege: tragischer Untergang und Verkennung und hinterher schäbiger Nachruf, oder aber schamlose Unterwerfung und scheinbarer augenblicklicher Erfolg. Kleine Leute, ja die können jetzt neu mitkommen …“

1940 heiratete Schiffers seine langjährige Partnerin und ehemalige Schülerin, die Malerin Gerta Schöhl. Sie hatten zwei Kinder, darunter der Musiker und Komponist Heinrich Peter Schiffers (* 1941).
Zwischen 1941 und 1945 diente Schiffers als Soldat und kehrte 1946 aus der Kriegsgefangenschaft zurück. Nach dem Ende des Zweiten Weltkriegs war er zwischen 1948 und 1950 am Wiederaufbau des Braunschweiger Gewandhauses beteiligt. Darüber hinaus schuf er in Braunschweig das Relief des 1960 neu erschaffenen Denkmals für Franz Abt sowie die „Trauernde“ und die „Kauernde“.
1962 übernahm er bis 1969 eine Professur an der Werkkunstschule Braunschweig. Schiffers, der sich auch als Medailleur und Numismatiker einen internationalen Namen gemacht hat, hinterlässt nach seinem Tod 1987 ein umfangreiches künstlerisches Werk. Plastiken und Reliefs sind größtenteils in Privatbesitz, aber auch deutschlandweit im öffentlichen Raum zu sehen. Eine große Auswahl Zeichnungen, Grafiken und Plaketten sind Teil der Sammlung des Braunschweiger Herzog Anton Ulrich-Museums; der schriftliche Nachlass befindet sich im Germanischen Nationalmuseum Nürnberg.
In den 2010er Jahren wird die Bedeutung von Paul Egon Schiffers langsam wiederentdeckt. Die Kunsthistorikerin Susanne Kähler hebt hervor, „dass sein Werk weitgehend erhalten ist und es ermöglicht, den Wandel der figurativen Bildhauerei im Westen Deutschlands im Laufe des 20. Jahrhunderts zu verfolgen.“ Es werden auch wieder Skulpturen von Schiffers nach vorhandenen Gipsvorlagen gegossen, so 2014 zum Beispiel zwei lebensgroße Frauenfiguren in der Kunst- und Glockengießerei Lauchhammer oder der in der Braunschweiger Gaußschule hängende Mittelteil des Triptychons „Großes Läuferrelief“ aus dem Jahr 1935, das von der Bildgießerei Hermann Noack 2016 zum ersten Mal in Bronze realisiert wurde.

## Werk im öffentlichen Raum (Auswahl)
«Stehende» (Frankfurt a. M., Städelschule),
«Stehender Jüngling» (Bonn, ehem. Bundesregierung),
«Friedrich Fröbel Denkmal» (Frankfurt a. M. Holzhausenschlößchen),
«historische Jahrhundertglocke der Frankfurter Paulskirche» (Frankfurt),
«Sitzender Sportler» (Stadt Mainz),
«Schleuderer und Diskuswerfer» (Friedberg, Hessen),
«Adorant» (Braunschweig, ehem. Pädagogische Hochschule),
«Hockender Sterngucker» (Stadt Gifhorn),
«Mädchen mit erhobenem Arm» (Wolfenbüttel, Post),
«Stehendes Mädchen» (Stadt Braunschweig),
«Gewandhaus Braunschweig» Fassade (Stadt Braunschweig),
«Till Eulenspiegel» (Schöppenstedt, Eulenspiegelmuseum),
«Stehendes Liebespaar» (Braunschweig, Städtisches Museum),
«Große Stehende Trauernde» (Stadt Braunschweig),
«Sitzende» (Stadt Wolfsburg),
«Sitzender Johannes» (Braunschweig, Christengemeinschaft),
«Hoffmann von Fallersleben Denkmal» (Braunschweig, Gymnasium),
«Jesus auf Maultier reitend» (Stadt Gifhorn),
«Freiherr vom Stein Porträt» (Stadt Oldenburg / Stadt Braunschweig),
«Große, Hockende Stille» (Bündheim, Harz / Stadt Braunschweig),
«Zwei Stehende Jünglinge im Gespräch» (Groß-Ilsede, Schulzentrum),
«Sitzendes Mädchen und stehender Knabe» (Edemissen, Schulzentrum),
«Stehende Atreg» (Wolfsburg, Parkhotel),
«Kämpfende Böcke» Relief (Stadt Hannover),
«Steigendes Pferd» (Hannover, Firma Continental),
«Springender Eber» (Wolfsburg, Drömling-Apotheke),
«Gelenkte Freiheit» (Oldenburg, Landesmuseum für Kunst u. Kulturgeschichte)